# Zbór Kościoła Zielonoświątkowego „Oaza” w Jastrzębiu-Zdroju
Zbór „Oaza” w Jastrzębiu-Zdroju – zbór Kościoła Zielonoświątkowego znajdujący się w Jastrzębiu-Zdroju w sołectwie Moszczenica.
W niedzielę odbywają się zajęcia dla dzieci, tzw. szkółka niedzielna. W tygodniu kościół spotyka się na wzór pierwszych chrześcijan w domach wiernych, w tzw. grupach domowych. Ponadto organizowane są m.in. Wykłady Słowa Bożego, spotkania młodzieży i spotkania kobiet. Obecnym pastorem jest Leszek Mocha.

## Historia
Napływ ewangelicznie wierzących chrześcijan do Jastrzębia-Zdroju związany był z osiedlaniem się w mieście ludności z różnych części kraju z powodu powstania na jego terenie nowych kopalń węgla kamiennego. Do 1974 dojeżdżali oni do zboru Zjednoczonego Kościoła Ewangelicznego w Cieszynie, natomiast latach 1975-1984 brali udział w nabożeństwach odbywających się Rybniku-Niewiadomiu. W tym okresie nastąpił wzrost liczby członków miejscowej społeczności ewangelicznej. Na miejscu w Jastrzębiu spotykali się oni w domach na modlitwach i studium biblii.
W grudniu 1984 wierni z Jastrzębia nawiązali kontakty z Michał Hydzikiem, pastorem zboru w Ustroniu w celu objęcia ich opieką duszpasterską. 14 kwietnia 1985 miał miejsce pierwszy chrzest osób z Jastrzębia w Ustroniu, a w lipcu 1985 tamtejsza wspólnota oficjalnie stała się częścią zboru ustrońskiego. W Jastrzębiu odbywały się spotkania studium biblijnego, a opiekunem tej społeczności został Janusz Kantor. We wrześniu 1985 zainaugurowano tam działalność grup domowych. Wierni w środy i w niedziele udawali się na nabożeństwa do Ustronia.
Od 1986 społeczności zielonoświątkowe z Jastrzębia i Ustronia rozpoczęły działalność wśród uzależnionych we współpracy z Wojewódzkim Ośrodkiem Leczenia Odwykowego w Gorzycach.
W 1986 pastor Hydzlik zainicjował starania w celu pozyskania budynku w Jastrzębiu-Zdroju, w którym mogłyby odbywać się nabożeństwa. W końcu sierpnia 1986 otrzymano nieruchomość przy ul. Astrów, gdzie rozpoczęto organizowanie spotkań młodzieżowych, a 21 września 1986 w urządzonej tam kaplicy „Syjon” odbyło się pierwsze nabożeństwo. Od listopada 1986 w kaplicy rozpoczęto cykliczne prowadzenie spotkań: Studium Bożego Słowa w środy, modlitw w czwartki i spotkań młodzieżowych w piątki. Regularne nabożeństwa niedzielne odbywały się jednak nadal w Ustroniu. 
6 marca 1988 miało miejsce spotkanie członkowskie zborowników z Jastrzębia-Zdroju, w którym wzięło udział 30 osób. Na spotkaniu tym zdecydowano o powołaniu Leszka Mochy na stanowisko pastora zboru w Jastrzębiu i od tej chwili nabożeństwa rozpoczęto sprawować w miejscowej kaplicy.
Kaplica przy ul. Astrów była użytkowana przez zbór do jesieni 1989, a w grudniu 1989 wspólnota dokonała nabycia nowego budynku przy ul. Kościelnej 1.
Na koniec 2010 zbór skupiał 275 wiernych, w tym 190 ochrzczonych członków.